# Scutellaria minor
La escutelaria menor, Scutellaria minor, es una especie de planta fanerógama perteneciente a la familia de las lamiáceas.

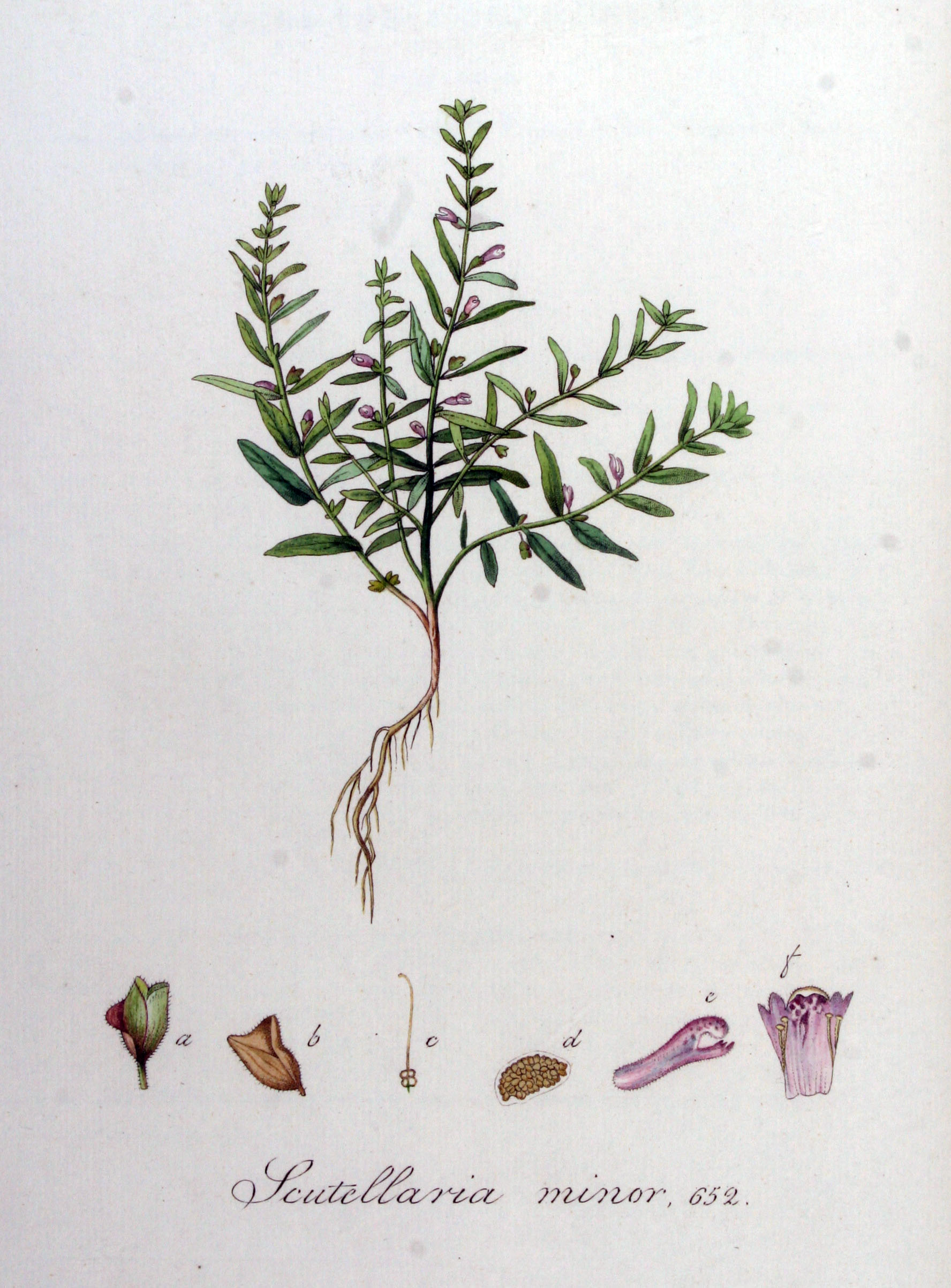
Ilustración

## Descripción
Es una planta herbácea de la familia Lamiaceae más esbelta y con mayor ramificación que la escutelaria común, es una pequeña planta ya que raramente alcanza los 10-20 cm de altura. Sus hojas son ovoides y enteras y sus flores, de gran belleza, son de color rosa-púrpura.

## Taxonomía
Scutellaria minor fue descrita por William Hudson  y publicado en Flora Anglica 232. 1762
Etimología
Scutellaria: nombre genérico que deriva de la  palabra griega: escutella que significa "un pequeño plato, bandeja o plato", en referencia a los sépalos que aparecen de esta manera durante el período de fructificación.
minor: epíteto latíno que significa "menor".
Sinonimia
- Scutellaria pumila   Salisb.   [1796]
- Scutellaria galericulata subsp. minor (Huds.) Bonnier & Laye
- Cassida minor (Huds.) Gilib.
- (enlace roto disponible en Internet Archive; véase el historial, la primera versión y la última).